# عزلة الخميس (صنعاء)

تعديل مصدري - تعديل

عزلة الخميس هي إحدى عزل مديرية أرحب في محافظة صنعاء اليمنية ويبلغ تعداد سكانها 7314 نسمة حسب التعداد السكاني في اليمن لعام 2004.